# Къртис Аксел
Джо Хениг (роден на 1 октомври 1979 г.) е американски кечист от WWE. Името му на ринга е Къртис Аксел, но във FCW се казва Джо Хениг. Участва във втория сезон на WWE NXT. Състезател в Разбиване.

## Завършващи движения
Като Майкъл Mъгиликъти
- Mъгиликътър (McGillicutter)

Като Джо Хениг
- Хениг-Плекс (Hennig-Plex)

Прякори
- „Сина на Мистър Пърфект“

Интро песни
- We Are One на 12 Stones (WWE) (2010 – 2011)
- It's All About The Power на S-Preme (WWE) (2011)
- „And The Horse He Rode In On на Reluctant Hero“ (WWE) (2011-момента)

## Титли и отличия
- FCW Florida Heavyweight Championship (1 път)
- FCW Florida Tag Team Championship (3 пъти) – с Хийт Милър (1), Brett DiBiase (1), Kaval (1)
- PWI го класира #114 от 500-те най-добри кечисти в PWI 500 през 2010
- PWI Новобранец на годината (2008)
- PWI Вражда на годината (2010) – Нексъс срещу WWE
- PWI Мразещ кечист на годината (2010) – като част от нексъс
- WWE Tag Team Championship (1 път) – с Дейвид Отунга
- WWE Intercontinental Championship (1 път)